# Cydmaea
Cydmaea är ett släkte av skalbaggar. Cydmaea ingår i familjen vivlar.

## Dottertaxa tillCydmaea, i alfabetisk ordning[1]
- Cydmaea aemula
- Cydmaea basalis
- Cydmaea bimaculata
- Cydmaea binotata
- Cydmaea brevicornis
- Cydmaea cara
- Cydmaea cordipennis
- Cydmaea crassirostris
- Cydmaea diversa
- Cydmaea dorsalis
- Cydmaea eucalypti
- Cydmaea exilis
- Cydmaea fasciata
- Cydmaea filirostris
- Cydmaea fumosa
- Cydmaea gemmea
- Cydmaea grisea
- Cydmaea hakeae
- Cydmaea inconspicua
- Cydmaea inconstans
- Cydmaea indistincta
- Cydmaea intermixta
- Cydmaea interocularis
- Cydmaea invalida
- Cydmaea latirostris
- Cydmaea leucomela
- Cydmaea lineata
- Cydmaea luctuosa
- Cydmaea major
- Cydmaea metasternalis
- Cydmaea mixta
- Cydmaea modesta
- Cydmaea moerens
- Cydmaea monobia
- Cydmaea multimaculata
- Cydmaea murina
- Cydmaea nasalis
- Cydmaea notaticollis
- Cydmaea nymphoides
- Cydmaea obscura
- Cydmaea pusilla
- Cydmaea rostralis
- Cydmaea ruficornis
- Cydmaea rufipes
- Cydmaea scutellaris
- Cydmaea selligera
- Cydmaea setipennis
- Cydmaea sordida
- Cydmaea soror
- Cydmaea subuniformis
- Cydmaea suturalis
- Cydmaea teramocera
- Cydmaea tibialis
- Cydmaea uniformis
- Cydmaea viridis
- Cydmaea viridula
- Cydmaea vitticollis